# Administració, Promoció i Gestió
Administració, Promoció i Gestió, SA (ADIGSA) fou una empresa pública del Departament de Medi Ambient i Habitatge que administrava i gestionava els habitatges socials públics de la Generalitat de Catalunya.
ADIGSA va constituir-se amb la finalitat, bàsicament, d'administrar i gestionar els habitatges i locals del patrimoni immobiliari de promoció pública titularitat de l'Institut Català del Sòl resultant dels traspassos de competències, del patrimoni i les actuacions urbanístiques que eren gestionades en l'àmbit territorial de Catalunya per l'Instituto Nacional de Urbanismo (INUR), en nom propi, o per encàrrec de l'Instituto para la Promoción Pública de la Vivienda (IPPV). Aquests traspassos de competències de l'Estat a la Generalitat de Catalunya es realitzaren l'any 1980 (per mitjà del Reial decret 1503/1980, de 20 de juny) fet que propicià la creació de l'Institut Català del Sòl qui passarà a administrar entre d'altres la societat Santa Maria de Gallecs, SA, la qual es convertirà, l'any 1984, en ADIGSA, establint-se la seu social a Barcelona, al carrer Diputació 92-94, i tenint delegacions a Tarragona, Lleida i Girona.
La reestructuració de la Secretaria d'Habitatge, empresa l'any 2010, amb la creació de l'Agència de l'Habitatge de Catalunya suposà l'extinció d'ADIGSA quedant absorbida per aquesta.